# Jacques Müller
Jacques Müller (Porrentruy, Suiza, 1947) es un ingeniero relojero suizo. Junto con Elmar Mock, fue el co-inventor del reloj Swatch bajo la dirección de Ernst Thomke, cuando trabajaba para ETA SA Manufacture Horlogère Suisse al final de los años 1970.

## Semblanza
Müller nació en 1947 en la localidad suiza de Porrentruy, en la maternidad del Hótel-Dieu, que posteriormente pasó a albergar el Museo de Relojería del Jura. Ingeniero en microtecnología por la escuela de Saint-Imier, fue contratado por la empresa Ébauches Tavannes, una firma especializada en movimientos relojeros, donde adquirió conocimientos sólidos y una gran experiencia en electromecánica y microelectrónica relojeras. Cuando la empresa cerró en 1978, Müller fue contratado por ETA SA, donde se convertiría en compañero de trabajo de Elmar Mock, con quien diseñaría el reloj Swatch bajo la dirección de Ernst Thomke.

## Reconocimientos
- En 2010 recibió el premio Gaïa junto con Elmar Mock por el desarrollo del reloj Swatch.[4]